# Steklov-instituut voor wiskunde

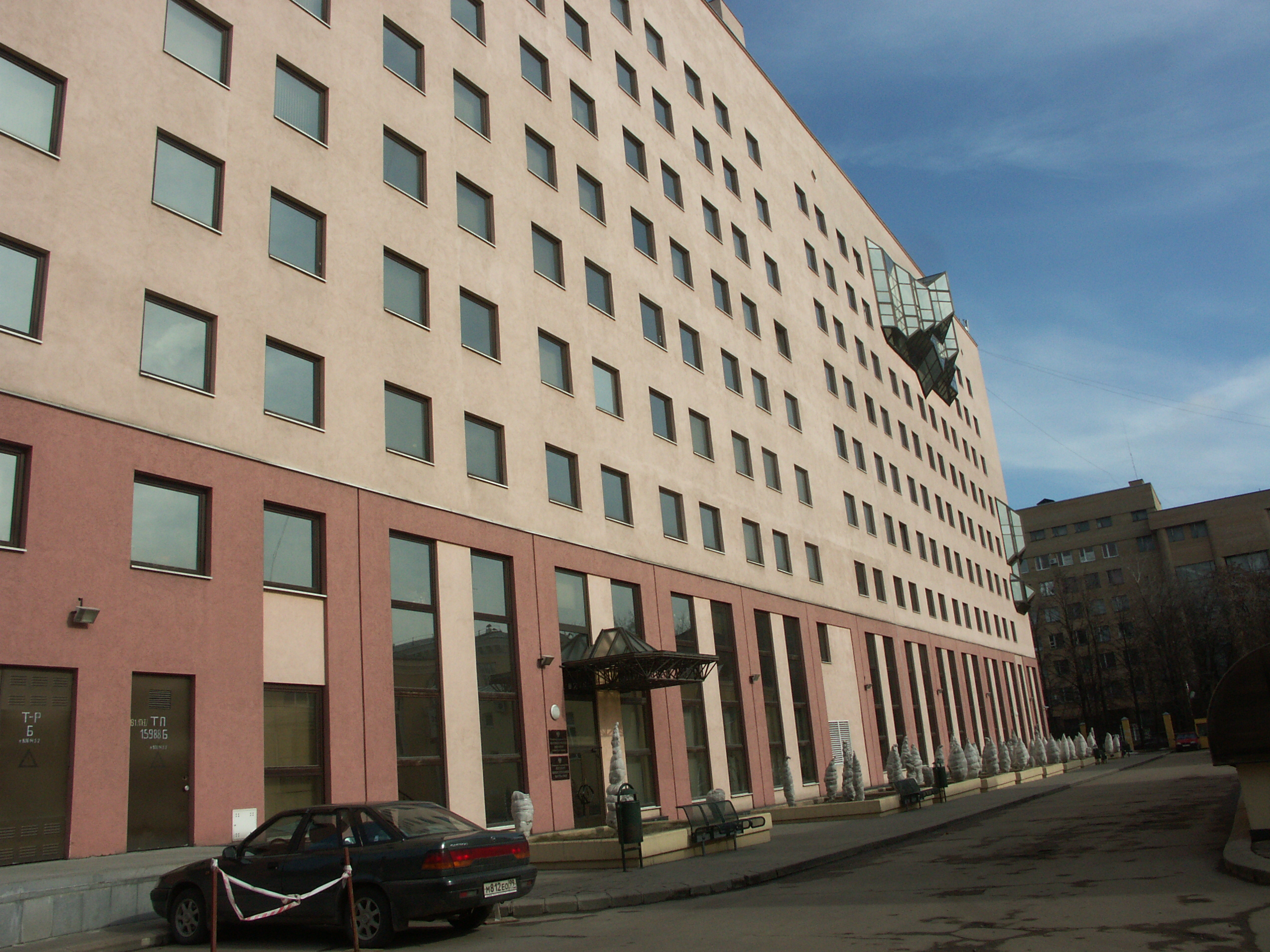
Steklov-instituut voor wiskunde

Het Steklov-instituut voor wiskunde (ook Steklov wiskundig instituut) (Russisch: Математический институт имени В.А.Стеклова) is een in Moskou gevestigd onderzoeksinstituut, dat gespecialiseerd is in de wiskunde. Het instituut maakt deel uit van de Russische Academie van Wetenschappen. Het werd op 24 april 1934 opgericht als uitvoering van een besluit van de Algemene Vergadering van de Academie van Wetenschappen van de USSR in Leningrad. Het instituut is vernoemd naar Vladimir Andrejevitsj Steklov.